# Mill Creek (Bens Creek)
Der Mill Creek (englisch für „Mühlbach“) ist ein kleiner Bach südlich von Johnstown im US-Bundesstaat Pennsylvania.
Er entspringt am östlichen Abhang des Höhenzuges Laurel Hill. Der Bach befindet sich, bis auf einen Abschnitt kurz vor seiner Mündung in den Bens Creek, vollständig im Cambria County. Er fließt vorwiegend in westliche und südwestliche Richtung, im Oberlauf mündet mit dem Little Mill Creek der einzige benannte Zufluss in den Mill Creek.
Südlich der Gemeinde Westmont wurde 1884 ein Staudamm errichtet, um die Stadt Johnstown mit Wasser zu versorgen. Ein zweites Reservoir – Ende des 19. Jahrhunderts fertiggestellt – hatte ein Fassungsvermögen von knapp 380.000 m³ (100 Mio. Gallonen). Beide Stauseen wurden inzwischen aufgegeben und existieren nicht mehr.
Nach Angabe des USGS ist der Mill Creek etwa 10,7 km lang und hat ein Einzugsgebiet von 19,1 km².